# Station Berekvam
Het Station Berekvam is een halte in Berekvam in de gemeente Aurland. De halte ligt aan Flåmsbana. Het station, gelegen op ruim 340 meter hoogte, werd gebouwd in 1941. Het station is voorzien van 2 sporen waardoor treinen elkaar hier kunnen passeren. 